# Erik Carl Sahlefelt
Erik Carl Sahlefelt, född 24 februari 1712 i Horns socken, Västergötland, död 8 november 1756 i Stockholm, var en svensk militär och upprorsman.
Erik Carl Sahlefelt var son till ryttmästaren Henrik Sahlefelt. Han antogs 1733 som volontär vid Västgöta kavalleriregemente, blev 1734 korpral, 1739 kvartermästare och 1741 kornett samt erhöll 1744 löjtnants avsked. Sahlefelt som var starkt kritisk mot den rådande hattregimen och sympatiserade med strävandena att stärka kungamakten, deltog ivrigt i hovpartiets agitation inför riksdagen 1755–1756. Under sommaren 1755 deltog han i allmogens sammankomster i Västergötland och försökte där leda riksdagsmannavalen i en för hovet gynnsam riktning. Då det även blev känt, att Sahlefelt fällt yttranden, som tydde på sympatier för den av ständerna ogillade pricipalatsläran, började marken snart bränna under hans fötter. Av rädsla för ständernas stora kommission, som tillsattes hösten 1755 närmast med anledning av de då inträffade tumultartade uppträdena i bondeståndet, lämnade Sahlefelt i februari 1756 och flydde i likhet med andra medlemmar av hovpartiet till Norge. Han etablerade även samarbete med den då i London bosatte Christopher Springer. I samband med revolutionsförsöket i Stockholm 1756 begav sig Sahlefelt in i Dalarna, där han och andra agitatorer bland annat genom att sprida upproriska skrifter försökte förmå allmogen att sätta sig i marsch mot Stockholm. Försöket var dock dåligt planlagt, och sedan kuppen i Stockholm på sommaren misslyckats utsiktslöst. I juli blev Sahlefelt gripen och förd till Stockholm, där han ställdes inför ständernas stora kommission. Han dömdes till döden och halshöggs.